# Ziegelschneidmühle
Ziegelschneidmühle ist eine Wüstung auf dem Gemeindegebiet des Marktes Küps im Landkreis Kronach (Oberfranken, Bayern).

## Geographie
Die Einöde lag auf einer Höhe von 293 m ü. NHN am rechten Ufer des Leßbachs, der etwas weiter westlich als linker Zufluss in die Rodach mündet. Au befand sich jenseits des Leßbachs 200 Meter südlich von Ziegelschneidmühle.

## Geschichte
Gegen Ende des 18. Jahrhunderts gehörte Ziegelschneidmühle zur Realgemeinde Au. Das Hochgericht übte das Rittergut Küps im begrenzten Umfang aus, es hatte ggf. an das bambergische Centamt Weismain auszuliefern. Das Rittergut Küps war zugleich Grundherr der Schneidmühle.
Mit dem Gemeindeedikt wurde Ziegelschneidmühle dem 1808 gebildeten Steuerdistrikt Küps und der 1818 gebildeten Ruralgemeinde Au zugewiesen. Auf einer topographischen Karte von 1968 wurde der Ort letztmals verzeichnet.

### Einwohnerentwicklung
| Jahr      | 001861 | 001871 | 001885 | 001900 | 001925 |
| Einwohner | 5      | 5      | 6      | 9      | 0      |
| Häuser    |        |        | 1      | 1      | 1      |
| Quelle    | [ 6 ]  | [ 7 ]  | [ 8 ]  | [ 9 ]  | [ 10 ] |

## Religion
Der Ort war evangelisch-lutherisch geprägt und nach St. Jakob (Küps) gepfarrt.

## Weblink
- Ziegelschneidmühle in der Ortsdatenbank des bavarikon, abgerufen am 20. August 2021.